# Li Yun-chen
Li Yun-chen (chinesisch 李運臣 / 李运臣, Pinyin Lǐ Yùnchén; * 2. Oktober 2001) ist ein taiwanischer Leichtathlet, der sich auf den Dreisprung spezialisiert hat.

## Sportliche Laufbahn
Erste internationale Erfahrungen sammelte Li Yun-chen im Jahr 2018, als er bei den Olympischen Jugendspielen in Buenos Aires startete und dort auf den sechsten Platz gelangte. Auch bei den Hallenasienmeisterschaften 2023 in Astana belegte er mit einer Weite von 16,28 m den sechsten Platz im Dreisprung und im Juli wurde er bei den Freiluftmeisterschaften in Bangkok mit 15,60 m Zehnter. Im August schied er bei den World University Games in Chengdu mit 15,48 m in der Qualifikationsrunde aus und belegte im Oktober bei den Asienspielen in Hangzhou mit 16,17 m den sechsten Platz. 2025 belegte er bei den Asienmeisterschaften in Gumi mit 16,15 m den siebten Platz und belegte im Staffelbewerb in 40,14 s den vierten Platz. Anschließend belegte er bei den World University Games in Bochum mit 16,28 m den vierten Platz im Dreisprung.
In den Jahren 2022 und 2024 wurde Li taiwanischer Meister im Dreisprung.